# 卡育努
卡育努遗址（英語：Çayönü  Tepesi）是土耳其东南部的一个新石器时代的定居点遗址，它曾在大约在公元前8630年至公元前6800年期间繁荣一时。它位于迪亚巴克尔西北40公里处的陶鲁斯山脉脚下、底格里斯河上游支流博阿兹查伊河和间歇性河流贝斯塔科特河（Bestakot）附近。

## 考古

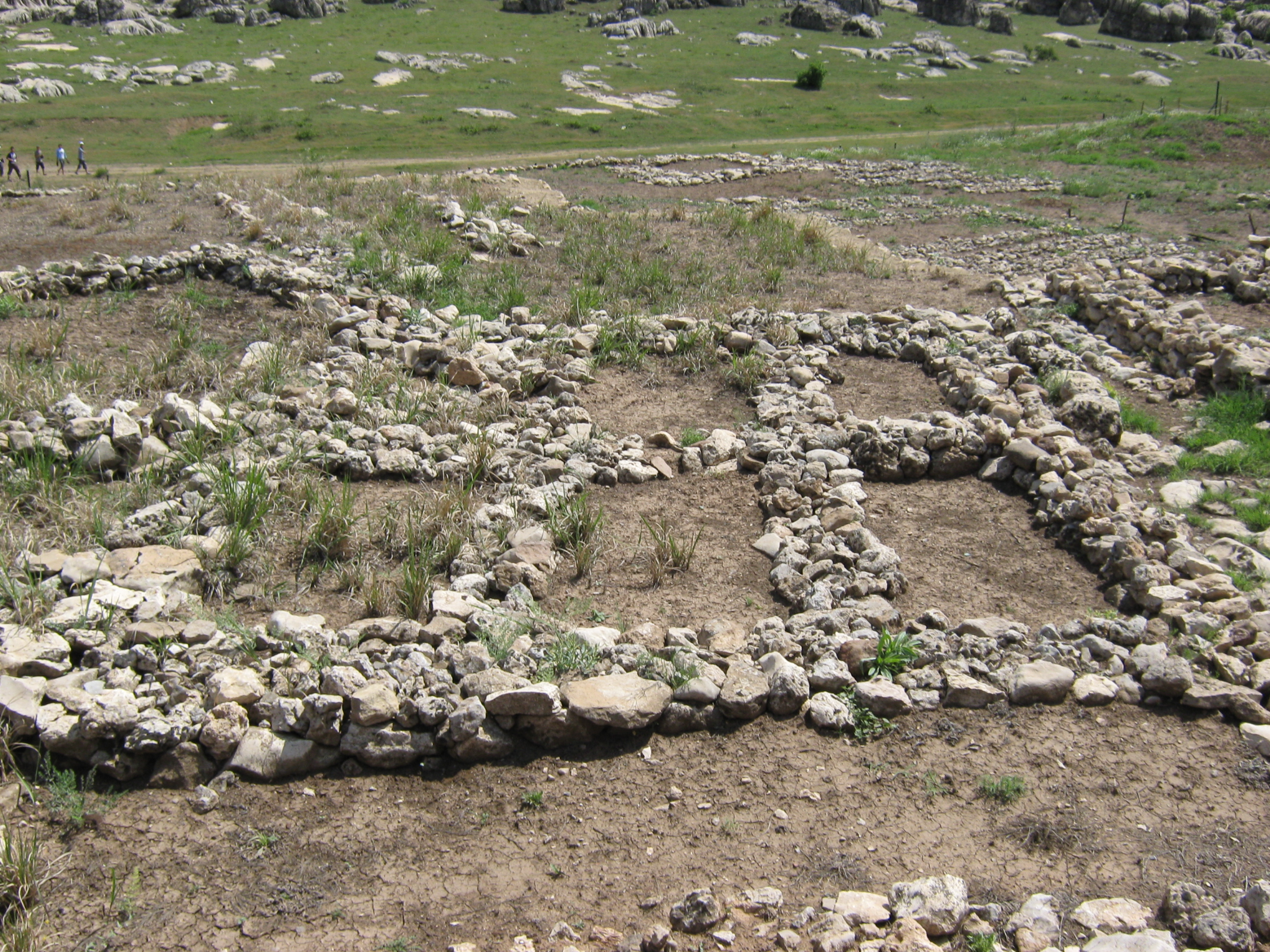
被毁的卡育努

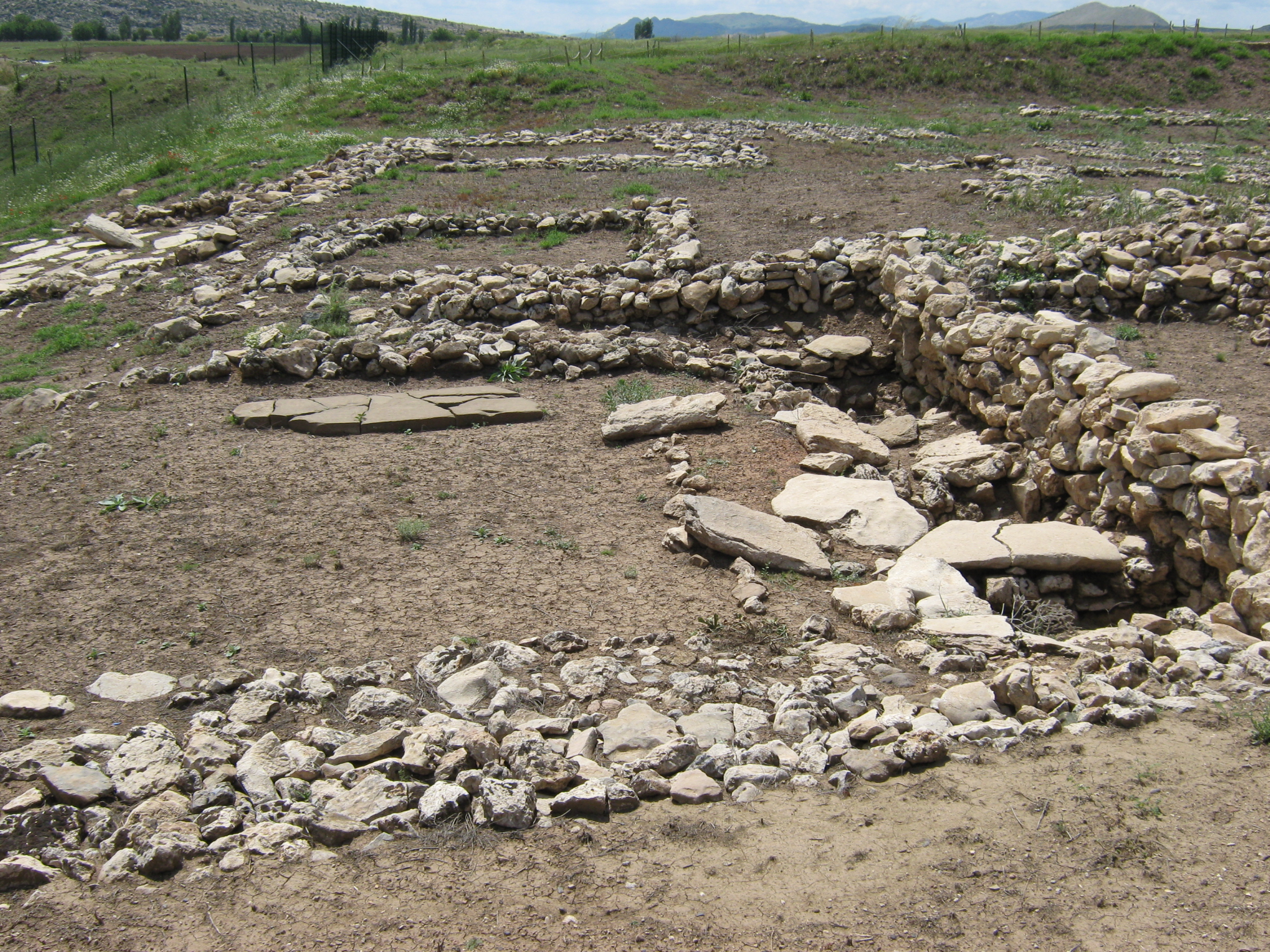
骨骼建筑

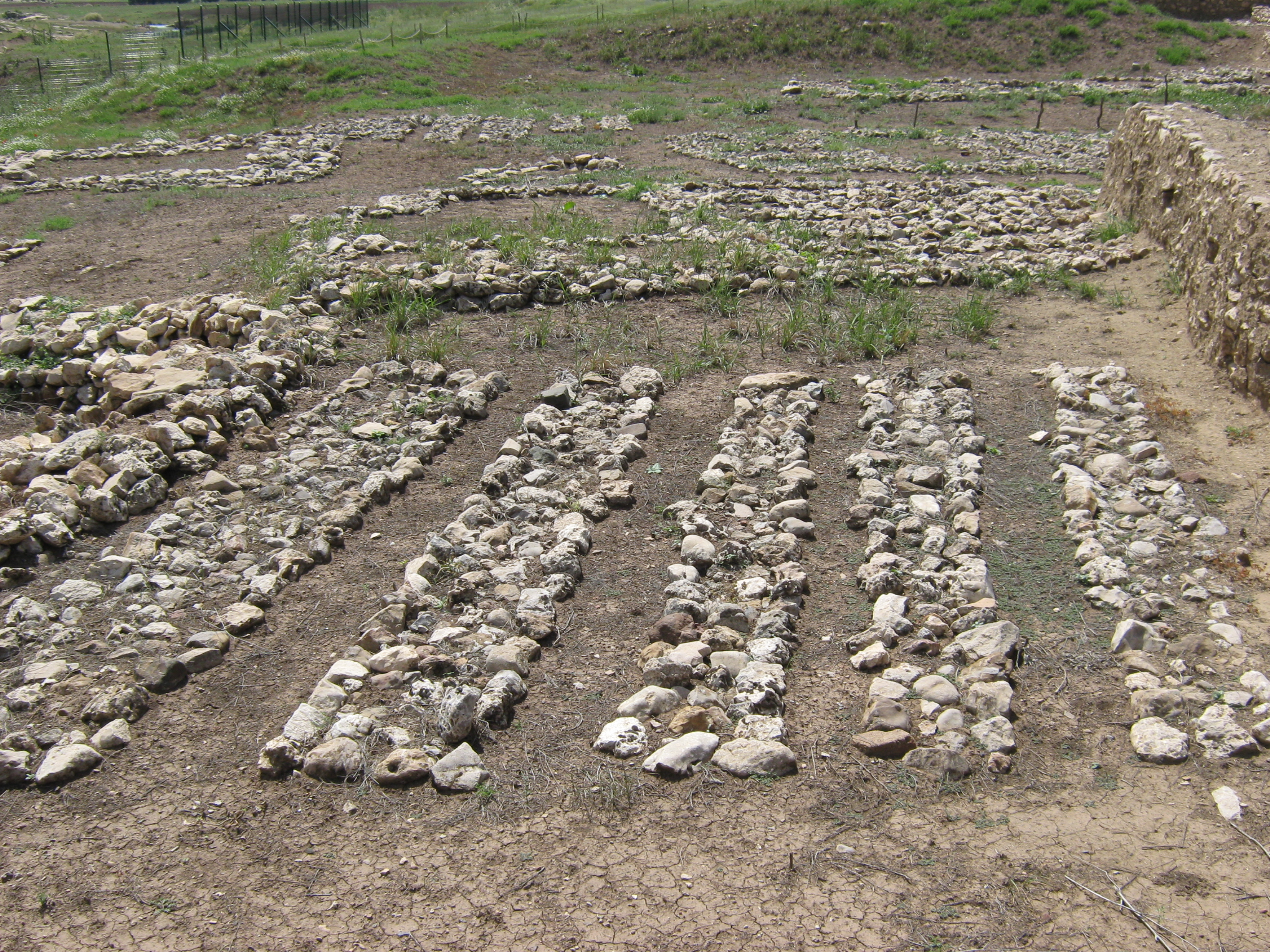
焚烧结构

该遗址在1964年至1991年期间历经了16轮的挖掘，最初由考古学家罗伯特·约翰·布雷德伍德和哈雷特·坎贝尔Halet Çambel发掘，后来穆罕默德·厄兹多安和阿斯勒·埃里姆·厄兹多安也加入到发掘工作中。该定居点涵盖了前陶器新石器时代A阶段（PPNA）、前陶器新石器时代B阶段（PPNB）和陶器新石器时代（PN）等时期。
该地层根据主要建筑结构分为以下几个亚阶段：
- 圆式结构，PPNA
- 栅栏式结构，PPNA
- 通道式结构，早期PPNB
- 鹅卵石铺砌结构，中期PPNB
- 牢房结构，晚期PPNB
- 大房结构，最晚期PPNB

考古学家对遗址中发现的血迹进行分析，数据表明这里曾发生过人祭。

## 驯化遗迹

### 动物
卡育努可能是猪（Sus scrofa）首次被驯化的地方。

### 谷物种植
对埃默尔小麦（目前大多数小麦品种的前身）的遗传学研究表明，它显示与恰耶努相邻的卡拉卡山的山坡是小麦首次被驯化的地点。另一种DNA方法，也指向卡拉卡山。
罗伯特·约翰·布雷德伍德在1972年对该遗址土地进行深度测试，并称该测试表明卡育努作为史前遗址，在新石器时代早期即具备栽培埃默尔小麦的能力。

## 相关
- 古代近东城市列表（英语：List of cities of the ancient Near East）
- 哥贝克力石阵
- 贾德穆加拉（英语：Dja'de el-Mughara）